# Catocala ulalume
Catocala ulalume (tên tiếng Anh: Ulalume Underwing) là một loài bướm đêm thuộc họ Erebidae. Nó được tìm thấy ở Virginia qua Georgia tới Florida, phía tây đến Texas và Oklahoma và phía bắc đến Illinois.
Sải cánh dài 60–75 mm. Con trưởng thành bay từ tháng 6 đến tháng 9. Có một lứa một năm.
Ấu trùng ăn Carya alba.